# Johan af Berry
Johan af Berry (fr. Jean I'er de Berry) (30. november 1340 - 15. juni 1416) var Johan II. af Frankrigs og Bonne af Luxemburgs tredje søn og han var bror til Karl V. af Frankrig.
Han fik hertugdømmet Auvergne samt grevskaberne Berry og Poitou i 1356 og blev  1358 udnævnt til generalløjtnant (og dermed stedfortræder for kongen) for Guyenne og Languedoc.